# Lasiocroton bahamensis
Lasiocroton bahamensis är en törelväxtart som beskrevs av Ferdinand Albin Pax och Käthe Hoffmann. Lasiocroton bahamensis ingår i släktet Lasiocroton och familjen törelväxter. Inga underarter finns listade i Catalogue of Life.